# Jeff Yass
Jeff Yass, né en 1958 dans le Bronx (New York), est un financier, homme d'affaires et milliardaire américain. Il est le cofondateur de Susquehanna International Group (SIG), une société de trading boursier.
Yass est un investisseur de ByteDance, la société mère de TikTok. Impliqué en politique, il soutient activement des causes et des candidats libertariens et conservateurs.

## Biographie

### Jeunesse et études

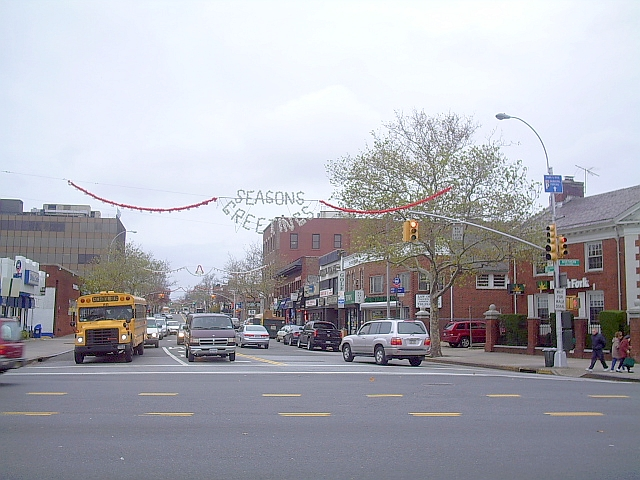
Le quartier de Bayside, où grandit Jeff Yass.

Jeffrey Yass naît en 1958 dans le Bronx à New York et grandit dans le quartier de Bayside, dans l'arrondissement du Queens. Il est le fils de Gerald Yass, comptable et PDG d'une petite société d'information financière cotée en bourse appelée Datatab. Sa mère est également comptable,.
Il est diplômé de la Bayside High School en 1975, puis étudie à l'université d'État de New York à Binghamton. Il y étudie les mathématiques comme matière principale et l'économie comme matière secondaire. Il fait une thèse portant sur la question de savoir si le marché naissant des stock options peut avoir une utilité sociale ; et est diplômé en mathématiques en 1979.

### Carrière
Il commence sa carrière à Las Vegas où il devient joueur de poker professionnel et où il parie sur des courses de chevaux. Il commence à trader au Philadelphia Stock Exchange en 1981, soutenu par le milliardaire Israel Englander. En 1985, il transforme ses gains de jeu en une fortune en remportant le plus gros gain de l'histoire des courses hippiques en exploitant des opportunités d'arbitrage. En 1987, il s'établit à Philadelphie où il fonde la société de trading boursier Susquehanna International Group (en) (SIG) avec ses deux amis Arthur Dantchik (en) et Joel Greenberg. Elle devient rapidement un géant mondial du trading grâce à son expertise dans le trading d'options. Elle est également spécialisée dans l'animation de marché et le program trading (en). Susquehanna réalise des profits considérables lors du krach d'octobre 1987,, et fait 30 millions de dollars de profits lors de sa première année.
SIG se diversifie en se spécialisant dans le fonds négocié en bourse durant les années 1990, puis en capital-investissement et dans les investissements capital risque aux États-Unis et en Chine dès 2005,,. En 2009, elle investit dans une start-up immobilière chinoise, 99Fang, qui promet d'aider les acheteurs à trouver leur maison idéale grâce à un algorithme de recherche sophistiqué. L'entreprise échoue, mais son algorithme de recherche est utilisé plus tard chez ByteDance, la société mère de TikTok. En 2012, Susquehanna investit dans ByteDance, qui en est alors à ses débuts. SIG joue un rôle actif dans la formation de la société et aide à choisir Zhang Yiming, ancien PDG de 99Fang, comme fondateur de ByteDance,,. Jeff Yass détient personnellement 7% des parts de ByteDance, équivalant à environ 21 milliards de dollars en mars 2024 selon NBC News. Il s'agit alors du plus grand actif de son patrimoine. La même année, selon le cabinet chinois ITjuzi, les investissements de SIG en Chine totalisent plus de 3,5 milliards de dollars dans plus de 350 start-ups, faisant de Yass l'un des principaux investisseurs étrangers en capital-risque dans le pays.
En 2021, Jeff Yass est classé 184e dans la liste des personnes les plus riches du monde de Forbes, avec une fortune estimée à 12 milliards de dollars. En 2022, ProPublica, se basant sur ses revenus au fil des décennies et sur ses parts dans ByteDance, estime qu'il posséderait plutôt 30 milliards de dollars, ce qui ferait de lui l'une des 25 personnes les plus riches des États-Unis. En mars 2024, sa fortune est évaluée à 40,8 milliards de dollars par le Bloomberg Billionaires Index et à 27,6 milliards de dollars par Forbes. Il détient alors 51% des parts de Susquehanna, dont les revenus annuels sont estimés à 7,2 milliards de dollars par Bloomberg.

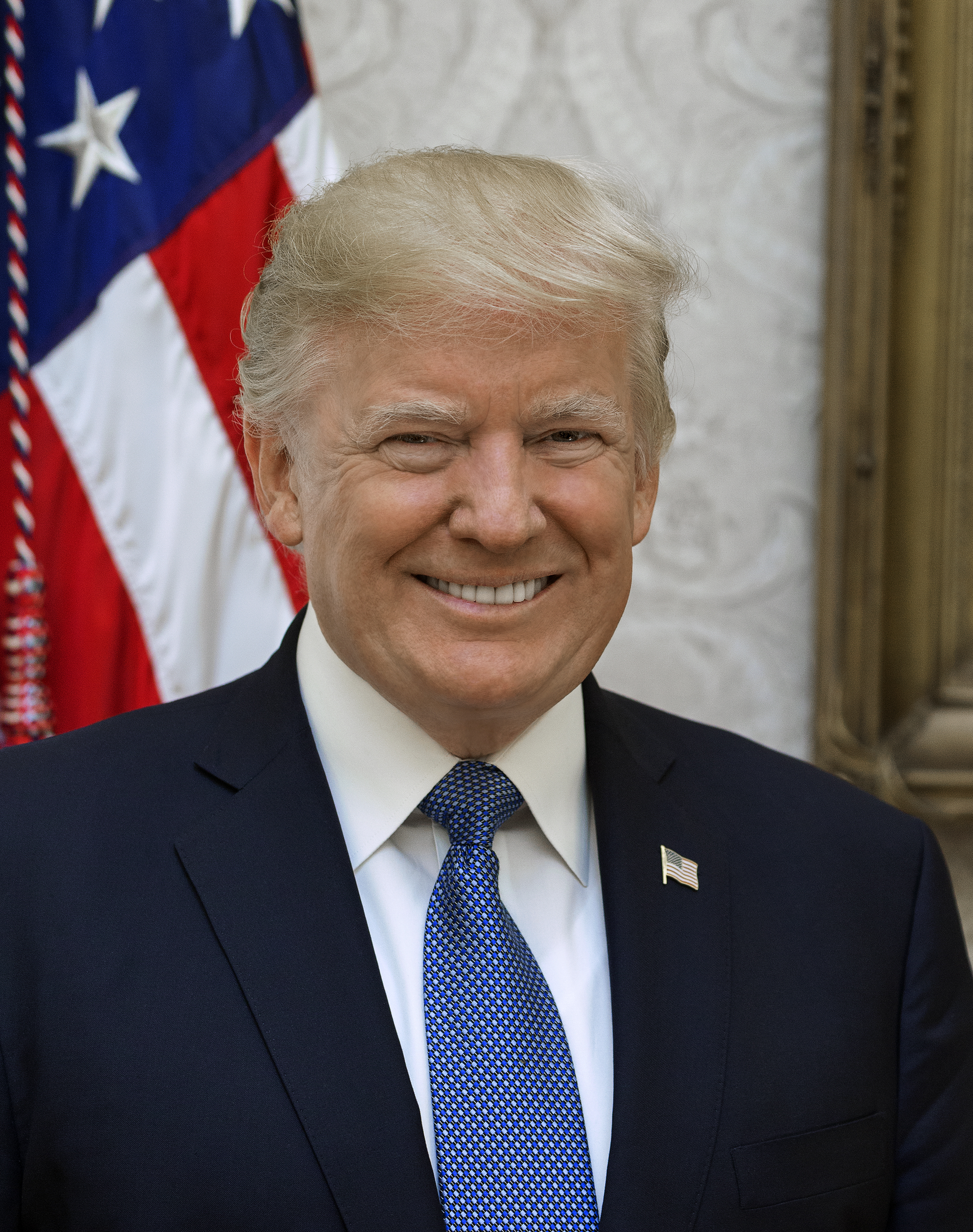
Donald Trump.

En 2023, il mène une campagne de lobbying contre l'interdiction de TikTok aux États-Unis (en) auprès des politiciens républicains,. En mars 2024, après avoir participé à un dîner avec Jeff Yass et sa femme à un événement du Club for Growth Action (en), Donald Trump se prononce contre l'interdiction de TikTok, en ayant pourtant été le premier président américain à avoir proposé l'interdiction de TikTok. Le même mois, Yass est mentionné par Bloomberg comme un potentiel secrétaire au Trésor si Trump est réélu,,.
En décembre 2023, Susquehanna possède 2% des parts de la Digital World Acquisition Corporation, qui fusionne en mars 2024 avec Truth Social, la plateforme de médias sociaux de Trump. L'investissement de Susquehanna dans Digital World Acquisition Corp. facilite ainsi l'introduction en bourse de Truth Social. La participation de Susquehanna, valant environ 22 millions de dollars, en ferait l'un des plus grands actionnaires institutionnels du Trump Media & Technology Group. L'actualité de cette participation est cependant incertaine car Susquehanna n'a pas fait de nouvelle déclaration de ses avoirs depuis lors. Susquehanna affirme de son côté n'avoir aucun intérêt économique dans Trump Media,,.

## Méthode de trading
La philosophie de trading de Jeff Yass est basée sur la probabilité et sur l'évaluation des risques, qu'il compare au poker.

## Engagement politique

Logo du Cato Institute.

Yass dit avoir été éloigné d'un intérêt naissant pour le socialisme dans sa jeunesse après sa lecture de Capitalisme et liberté de Milton Friedman. Il est membre du Parti libertarien et siège au conseil d'administration du Cato Institute, un think tank libertarien, où il rencontre Milton Friedman dans les années 1990,.
Durant l'élection présidentielle de 2016, Jeff Yass soutient le candidat à la primaire républicaine Rand Paul et le candidat libertarien à l'élection présidentielle Gary Johnson.
Durant les primaires républicaines de 2024, il soutient plusieurs opposants à Donald Trump.

### Investissements politiques
Jeff Yass est coutumiers des investissements politiques, avec des dons principalement destinés aux candidats et aux causes libertariennes et conservatrices. Ses contributions augmentent considérablement depuis les années 2010.
En juillet 2022, il donne 100 bitcoins, équivalant à une valeur de plus d'1,9 million de dollars, au super PAC Crypto Freedom PAC. Il s'agit du plus grand don à une organisation politique fait en bitcoin au monde. Le Crypto Freedom PAC soutient des candidats opposés à la réglementation gouvernementale des cryptomonnaies.
Rolling Stone note que trois PAC dont il est responsable de plus de 90 % du financement, le Commonwealth Leaders Fund, le Commonwealth Children’s Choice Fund et le Students First, donnent eux-mêmes des millions de dollars à des membres de l'Assemblée générale de Pennsylvanie qui s'opposent à la liberté d'avorter, ainsi qu'à Daniel Cameron, procureur général du Kentucky connu pour son soutien à l'interdiction quasi totale de l'avortement dans l'État. Il injecte également des fonds dans le PAC Spirit of Virginia, dirigé par le gouverneur de Virginie Glenn Youngkin, qui soutient des candidats anti-avortement dans cet État.
La Claws Foundation, qu'il dirige, donne au Center for Security Policy, un think tank complotiste islamophobe.

#### Lors d'élections
Lors de l'élection présidentielle de 2020, Yass investit 8,6 millions de dollars dans le comité d'action politique conservateur Protect Freedom Political Action Committee,.
Lors des primaires démocrates et républicaines pour les élections de 2022 en Pennsylvanie, il donne des millions de dollars à plusieurs candidats.
Lors des élections du conseil municipal de Philadelphie en 2023, il finance des publicités politiques négatives pour s'opposer à deux candidats du Working Families Party.
Lors de l'élection présidentielle de 2024, il est le principal donateur du camp républicain et le principal donateur à des comités d'action politique, avec 46,4 millions de dollars dépensés principalement pour la promotion du school choice (en),. Il donne notamment 8 millions de dollars au Protect Freedom PAC.

#### Dons à des organisations et personnalités démocrates
Jeff Yass est le principal investisseur du Moderate PAC, qui s'oppose aux candidats progressistes lors des primaires démocrates aux États-Unis.
Lors des primaires démocrates pour les élections de 2022 en Pennsylvanie, il donne des millions de dollars à plusieurs candidats démocrates en plus de candidats républicains.
En 2024, il contribue à la hauteur de plus de 1,8 million de dollars au Moderate PAC. Dans le contexte des primaires démocrates pour les élections de la Chambre des représentants, le PAC dépense des fonds pour des publicités contre la représentante Summer Lee, la dépeignant comme une menace radicale pour l'agenda démocrate. Ses publicités appellent à voter pour sa concurrente Bhavini Patel, candidate modérée. Ce soutien est critiqué par Summer Lee, qui voit dans ces donations une tentative de faire basculer les primaires démocrates dans l'intérêt républicain.
En raison de ses dons à des personnalités et organismes à la fois pro-démocrates et pro-républicains, le membre républicain de la chambre des représentants de Pennsylvanie Stan Saylor se demande « Essaie-t-il d'acheter des gens ? C'est la question qui se pose, car il ne donne pas à tous les conservateurs ou à tous les libéraux. Il choisit, et est-ce qu'il pense pouvoir contrôler les gens ? Sinon, je ne vois pas pourquoi il donnerait à tous les partis de l'échiquier politique ». Pour le stratège politique Samuel Chen, ses dons ne sont pas un moyen d'acheter les politiciens mais de les convertir à sa propre vision du monde.

#### Politique israélienne
Il finance le Kohelet Policy Forum (he), un cercle de réflexion israélien conservateur pro-Benyamin Netanyahou d'extrême droite qui influence les mesures du gouvernement israélien visant à affaiblir les contre-pouvoirs démocratiques et à renforcer le pouvoir de l'extrême droite ; et jouant également un rôle dans la répression des critiques contre Israël aux États-Unis, notamment en promouvant des lois contre les mouvements de boycott,. La Claws Foundation, dont il est le dirigeant, donne également à l'organisation Friends of the Israel Defense Forces.
Entre 2014 et 2019, un groupe d'octroi de subventions dont il est l'un des trois directeurs finance le site Internet pro-israélien Jerusalem Online University.

#### Défense des alternatives à l'instruction publique
Jeff Yass a pour principale cause la défense des alternatives à l'instruction publique, après que Milton Friedman lui recommande de soutenir les initiatives de school choice (en) dans les années 1990. En 2010, il fonde le comité d'action politique (PAC) Students First, en faveur des alternatives à l'école publique. À travers ce PAC, il verse des millions de dollars à divers candidats et groupes politiques en faveur du school choice. En 2020, il donne 9 millions de dollars à un comité d'action politique de Pennsylvanie en faveur des charter schools,.

#### Financement du Club for Growth Action
Depuis 2010, il finance régulièrement le comité d'action politique du Club for Growth Action (en), une organisation conservatrice anti-impôts. De 2010 à 2023, il le finance à la hauteur de 61 millions de dollars, dont 21,7 millions de dollars investis lors de l'élection présidentielle de 2020,,.
Malgré son désaveu affirmé de l'assaut du Capitole et des politiciens partisans de la théorie d'une fraude lors de l'élection, il continue de soutenir financièrement le Club for Growth Action, qui soutient cette théorie et qui a soutenu Josh Hawley et Ted Cruz dans leurs efforts pour contester les résultats de l'élection.
En mars 2023, le Club for Growth Action mène une campagne de ralliement des élus républicains contre l'interdiction de TikTok (en), dont Jeff Yass est un actionnaire, aux États-Unis,.
En juin 2023, il fournit 10 millions de dollars au Club for Growth Action, ce qui constitue 60% des fonds récoltés par ce PAC. Le Club for Growth Action cherche alors une alternative à Donald Trump pour les primaires présidentielles républicaines de 2024.

## Optimisation fiscale
Jeff Yass met en place des méthodes d'optimisation fiscale basées sur des stratégies de trading. Il met en œuvre des paris qui, tout en n'étant pas rentables en soi, permettent de réduire considérablement ses impôts, bénéficiant d'économies fiscales d'au moins 1 milliard de dollars sur une période de six ans. Avec ses partenaires, il développe des techniques pour transformer des gains à court terme en gains à long terme, ce qui lui permet de déclarer la majorité de ses revenus comme des gains en capital à long terme, soumis à un taux d'imposition inférieur, malgré les lois fiscales conçues pour bloquer de telles tactiques. Ces pratiques sont sujettes à un litige fiscal avec l'Internal Revenue Service en 2019, à l'issue duquel Yass et ses deux principaux associés sont condamnés à une amende totale de 121 millions de dollars en impôts impayés.

## Vie privée
Il est marié à Janine Yass, avec qui il a quatre enfants. Résident de Haverford en Pennsylvanie, il est le plus riche habitant de l'État. Il possède également une maison sur la plage Georgica Association à East Hampton, sur l'île de Long Island,. Il est de confession juive,.